# دوست‌آشنا
دوست‌آشنا(نام قدیم : دوستاشا/Dostaša) یکی از روستاهای استان آذربایجان شرقی است که در دهستان نوجه‌مهر بخش سیه‌رود شهرستان جلفا واقع شده‌است.